# Pobuna Nika
Pobuna Nika (Στάση του Νίκα) je bila pobuna u Bizantu. Izbila je 532. godine u carskom Carigradu.
Pobuna je započela okupljanjem naroda na carigradskom hipodromu gdje su sve stranke (deme) udruženo izvikivale Nika! Nika! što na grčkom jeziku znači Pobjedi! Treći dan pobune, pobunjenici su počeli jurišati na carsku palaču. Pobuna je primila toliku žestinu da je skoro zbacila cara Justinijana s prijestolja. U ključnom momentu kad je Justinijan namjeravao abdicirati, na pozornicu stupa njegova supruga, carica Teodora, koja se tada ponijela kao dostojna suvladarica.  Zapovijedila vojsci da napadne pobunjenike na hipodromu.
Najviši časnik onda bio vojskovođa Belizar. Belizar je uz pomoć magister milituma Ilirika, Munda, generala Narzesa i Ivana Armenca ugušio pobunu krvoprolićem na pobunjeničkom okupljalištu Hipodromu. Ključnu ulogu u jurišu na hipodrom je imao general Ivan Armenac.
Došlo je do strahovitog pokolja u kojem je u jedno poslijepodne oko 30.000 stanovnika izgubilo život, a neki izvori govore o 50 tisuća žrtava. Ovim činom obranjena je carska vlast Justinijana I. i njegove carice Teodore zahvaljujući upravo njezinoj hladnokrvnosti i odlučnosti.
U toj pobuni je, među ostalim, bila uništena i stara crkva Svete Mudrosti (Hagia Sofia), pa su se Justinijan i Teodora dali u gradnju nove bazilike, svojom veličinom dostojne središta Carstva.

## Pozadina
Staro Rimsko i Bizantsko Carstvo su imali vrlo razvijena udruženja zvana deme (δῆμος). Ta su udruženja podupirala različite fakcije (timove) koje su se natjecale u određenim športskim natjecanjima. Ovo je osobito bilo jako u trkama dvokolica. Postojala su četiri glavna sastava trkača dvokolica koje je razlikovala boja odore u kojoj su se natjecali. Osim natjecatelja, te su boje nosili i njihovi navijači. To su bli Plavi, Crveni, Zeleni i Bijeli. Pak, u bizantsko doba su jedini sastavi s nekim utjecajem bili Plavi i Zeleni. Car Justinijan I. je bio pristaša Plavih.
Udruženja su postala mjestom iskazivanja za razna društvena i politička pitanja za koja bizantsko stanovništvo nije imalo drugih mjesta gdje bi ih iskazalo. Bila su kombinacijom uličnih banda i političkih stranaka. Zauzimala su stajališta o tekućim pitanjima, posebice o bogoslovnim problemima (uzrok masovnih, često nasilnih argumentiranja u 5. i 6. st.) ili o pretendentima na prijestolje. Učestalo su pokušavali utjecati na carsku politiku izvikivajući političke zahtjeve između utrka. Carske postrojbe i gradska straža nisu mogle čuvati red bez suradnje cirkuskih frakcije koje su podupirale aristokratske obitelji u gradu (obitelji su bile podupiratelji). U ove su spadale neke obitelji koje su vjerovale da imaju puno pravo na prijestolje, veće nego Justinijan.
Godine 531. neki su članovi Plavih i Zelenih bili uhićeni zbog ubojstva u svezi sa smrtima koje su se pojavile tijekom pobuna nakon završene utrke dvokolica. Nemiri ograničenog raspona nisu bili nepoznanica na trim trkama, slično kao i huliganstvo koje se pojavljivalo oko nogometnih susreta u današnjici. Ubojice se trebalo objesiti, što se uglavnom i dogodilo. No, 10. siječnja 532. dvoje njih, Plavi i Zleni, pobjegli su i sklonili se u utočištu crkve koju je okružila bijesna gomila.
Justinijan je bio živčan, jer je bio usred pregovora s Perzijancima o miru na istoku, stanovništvo je bilo uvelike nezadovoljno zbog visokih poreza, a sad se suočio s mogućom krizom u svom gradu. Suočivši se s ovim, objavio je da će trka dvokolica biti održana 13. siječnja i promijenio je presude u zatvorske. Plavi i Zeleni su odgovorili tako što su zahtijevali da se dva čovjeka u potpunosti oslobodi.

## Nemiri
15. siječnja 532. je napeta i ljutita svjetina došla na carigradski hipodrom gledati utrke. Hipodrom se nalazio do palača, pa je Justinijan mogao promatrati iz sigurnosti svoje lože u palači. Od početka je svjetina izvikivala uvrjede upućene Justinijanu. Do kraja dana, na trci 22, raznoliki nepravilni povici su se promijenili iz "Plavi!" ili "Zeleni!" u jedinstveno "Nίκα!" ("Pobijedi!" ili "Pokori!"), a svjetina je provalila i napala palače. Idućih 5 dana palača je doslovno bila pod opsadom. Požari koji su izbili tijekom nemira su rezultirali razaranjem većeg dijela grada, uključujući i gradsku najvrjedniju crkvu, crkvu Svete mudrosti (koju je Justinijan kasnio ponovno izgradio).
Neki senatori su ovo vidjeli kao prigodu kojom bi mogli zbaciti Justinijana s prijestolja, nezadovoljni njegovim novim porezima i smanjenom potporom plemstvu. Prosvjednici su sad bili naoružani i najvjerojatnije su ih kontrolirali njihovi saveznici u Senatu. Zahtijevali su da Justinijan raspusti prefekta Ivana Kapadočkog koji je bio odgovoran za prikupljanje poreza i quaestora Tribonijana koji je bio odgovoran za pisanje zakonskog kodeksa. Tad su proglasili novog cara, Hipatija, nećaka bivšeg cara Anastazija I. (Flavija Anastazija).
Justinijan je u očaju razmatrao mogućnost pobjeći, no govori se da ga je njegova supruga Teodora, bizantska carica razuvjerila, govoreći mu "Oni koji su nosili krunu ne bi smjeli ostati živi nakon što ju izgube. Niti namjeravam doživjeti dan kad me neće pozdravljati kao caricu." Iako je put za bijeg preko mora bio otvoren za cara, Teodora je ustrajala na tome da bi ostala u gradu, citirajući staru izreku "Vladarstvo je prekrasno pokopno odijelo." ili možda, (kraljevska boja) "Ljubičasta je prekrasni mrtvački pokrov."
Čim se pribrao, Justinijan je smislio plan u kojem je računao na populjarnog eunuha Narzesa i na generale Belizara i Munda. Dao je vreću zlata Narzesu. Narzes je noseći tu vreću ušao sam nenaoružan na hipodrom, našavši se nasuprot ubilački nastrojene svjetine koje je već ubila stotine ljudi. Narzes je otišao izravno prema Plavima, prišavši važnom njihovom pripadniku. Priopćio im je da ih je car Justinijan stao iza njih, da ih podupire protiv Zelenih. Podsjetio ga je da Zelenima pripada Hipatije, čovjek kojega su krunili. Potom je raspačao zlato. Vođe Plavih su potiho razgovarali međusobno i potom stadoše govoriti sljedbenicima. Odjednom su usred Hipatijeve krunidbe Plavi izjurili s hipodroma. Zeleni ostadoše zapanjeni. Na to su carske postrojbe koje su predvodili Belizar i Mund jurnule u hipodrom i pobile preostale pobunjenike.
Prema izvješćima je ubijeno oko trideset tisuća pobunjenika. Justinijan je još dao smaknuti Hipatija i izgnati senatore koji su podupirali pobunu. Potom je obnovio Carigrad i crkvu Svete mudrosti te je bio slobodnim uspostaviti svoju vlast.

## Pobuna Nika u književnim djelima
- Grof Belizar (1938.) Roberta Gravesa prati karijeru generala Belizara i oslikava gradnju tenzija i pobune u nekim pojedinostima
- Theodora and the Emperor (Teodora i car) (1952.) Harolda Lamba je povjestica koja izbliza prati događaje u svezi s pobunom Nika, služeći se povijesnim dokumentima u izgradnji kronologije događaja i osoba.
- The Black Company (Crno društvo) (1984.) Glena Cooka počinje u gradu koji je brojnih osobina kao Carigrad, uključujući i političku struju Plavih. Otvaranje ima svršetak u gradu opustošenom pobunama sličnima kao pobuna Nika.
- In the Heart of Darkness (U srcu tame) (1998.), druga knjiga alternativne povijesti iz serije o Belizaru (Belisarius series) Erica Flinta i Davida Drakea. Knjiga je značajno suprotna ishoda pobune Nika zbog utjecaja Malwa kao financijera pobune i zbog toga što autori u knjigu uvode grenaridirsku postrojbu koju je vodila Belizarova supruga Antonina.
- Još jedan roman Davida Drakea, Counting the Cost (Računajući trošak), iz njegova serijala Hammer's Slammers) se bavi ovim.
- Godine 1974. je ITV-ova znanstveno-fantazijska televizijska serija za djecu The Tomorrow People imala epizodu naslova Plavi i Zeleni (The Blue and the Green), gdje je spominjala ulogu D'henagali, nezemaljske vrste u obliku energije koja se hranila ljudskim osjećajima, kao uzrok pojave struja Plavih i Zelenih te pobuna Nika, kao što su se slične ponovo pojavile u Engleskoj ranih 1970-ih.
- Sarantinski mozaik (The Sarantine Mosaic) (1998., 2000.) autora Guya Gavriela Kaya je fantastični roman kojem se radnja temelji na sredozemnom svijetu iz 6. stoljeća. Ova dvoromanska serija je blisko povijesnim događajima iz pobune Nika.
- Roman Falkenbergova legija (Falkenberg's Legion) Jerryja Pournellea i S. M. Stirlinga je nadahnuta pobunom Nika. Radnja se zbiva u budućem kolonijalnom svijetu.
- Osam za vječnost (Eight for Eternity) (2010.) Mary Reid i Erica Mayera je osma u seriji romana o Carigradu 6. stoljeća. U djelu se pojavljuju izmišljene i stvarne osobe. Radnja se zbiva oko Ivana Eunuha, grofa Chamberlaina do Justinijana I. U mješavini činjenica i fikcije pokriva dva tjedna pobune Nika.
- Veći dio zapleta u fantastičnoj noveli Satovi grada Iraza (The Clocks of Iraz) pisca L. Sprague de Campa se zbiva o masovnoj pobuni športskih frakcija, modelirano prema pobuni Nika.

## Vanjske poveznice
- Prokopije, "Justinian Suppresses the Nika Revolt, 532"  Arhivirana inačica izvorne stranice od 12. veljače 2006. (Wayback Machine), iz Internet Medieval Sourcebooka.
- John Bagnell Bury, "The Nika Revolt", 15. poglavlje, dio 5 od History of the Later Roman Empire (1923.).
- James Grout: "The Nika Riot", dio Encyclopædie Romane
- Samuel Vancea: "Justinian and the Nike Riots"  Arhivirana inačica izvorne stranice od 19. lipnja 2012. (Wayback Machine), objavljeno u listu Clio History Journal